# غار دیر (مالزی)
غار دیر (به انگلیسی: Deer Cave) (مالایی: Gua Rusa) یا غار آهو در نزدیکی شهر میری در ایالت ساراواک، مالزی قرار دارد که یک جاذبه گردشگری غار عمومی در پارک ملی گونونگ مولو است. این غار در سال ۱۹۶۱ توسط جی.یی. ویلفورد توسط بخش نقشه‌برداری زمین‌شناسی بورنئو بریتانیا مورد بررسی قرار گرفت، که طبق پیش‌بینی آنها، مولو غارهای بسیار بیشتری در آینده در دسترس قرار خواهد داد. طبق شنیده‌ها، این غار که توسط مردم محلی پنان و براوان به گوا پایاو (غار نمکی) یا گوا روسا (غار آهو) نیز معروف است، به این دلیل تحت این نام از آن یاد می‌شود که آهوها برای لیسیدن صخره‌های نمک دار به آنجا می‌روند و در پناه غار خود را از خطر مصون می‌دارند.

## تاریخچه مطالعات و تشریح
در سال ۱۹۷۸، این غار به‌طور گسترده توسط یک گروه اعزامی از انجمن سلطنتی جغرافیا نقشه‌برداری شد. آنها یک قسمت از غار را که از میان کوه عبور می‌کرد و محدوده‌ای به ۱۷۴ متر (۵۷۱ فوت) در عرض و ۱۲۲ متر (۴۰۰ فوت) ارتفاع و به مسافت ۱ کیلومتر (۰٫۶۲ مایل) را دربر گرفته بود، مورد اندازه‌گیری قرار دادند. پیمایش بعدی در سال ۲۰۰۹، نقشه‌برداری مسافت گذرگاه مورد بررسی را به ۴٫۱ کیلومتر (۲٫۵ مایل) افزایش داد و غار لانگ، غار عمومی دیگری در پارک را، به مجرای غار دیر متصل کرد. این تحقیقات که توسط مؤسسه هافمن از دانشگاه کنتاکی غربی انجام گرفت، نشان داد که بیشترین نیمرخ عرضی در گذرگاه بزرگ جنوبی قرار دارد. این نیمرخ عرضی در ابعادی به عرض ۱۶۹ متر و ارتفاع سقف ۱۲۵ متر (۴۱۰ فوت) مستند شده است. بیشترین ارتفاع سقف در گذرگاه شمالی با ۱۴۸ متر (۴۸۶ فوت) و نیمرخ عرضی ۱۴۲ متر (۴۶۶ فوت) ثبت شده است. طبق اندازه‌گیری صورت گرفته، دهانه ورودی اصلی غار دیر ۱۴۶ متر (۴۷۹ فوت) است.

## دسترسی و گردشگری

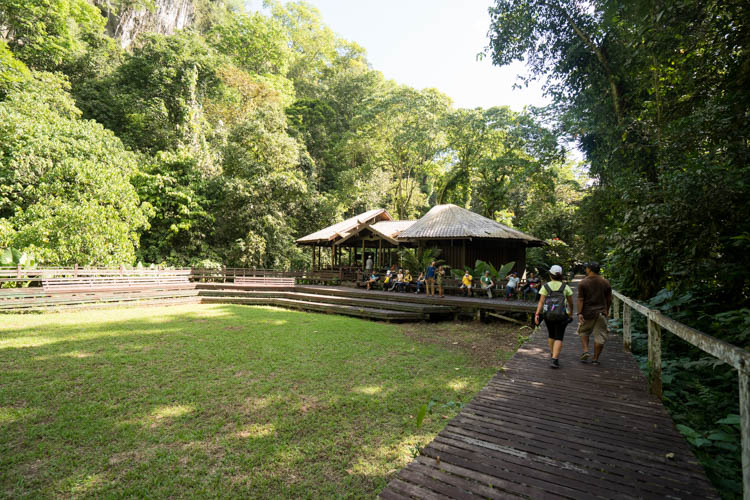
مکانی معروف به رصدخانه خفاش در مقابل غار دیر

زمان دسترسی گردشگران به این غار (و تمام محوطه پارک) در سال ۱۹۸۴ شروع شد. این محوطه و منظره طبیعت، هر سال حدود ۲۵٬۰۰۰ بازدید کننده از تمام کشورهای دنیا را جذب خود می‌کند.
برای دسترسی به غار، ابتدا باید از مسیر کوتا کینابالو یا از شهر نزدیک میری وارد پارک ملی گونونگ مولو شوید. شرکت هواپیمایی مالزی ایرلاینز پروازهایی را از میری به مولو برقرار کرده است که حدود ۳۰ دقیقه طول می‌کشد. توسط قایق از طریق شهرک مارودی هم می‌توان به پارک دسترسی پیدا کرد ولی یک رزرو ویژه برای در اختیار داشتن قایق باید صورت پذیرد زیرا هیچ قایق معمولی آن ناحیه را پوشش نمی‌دهد. دسترسی به غار از طریق ورودی پارک ملی به واسطه یک مسیر ۳ کیلومتری گذرگاه تخته ای امکان‌پذیر است که این گذرگاه تخته ای از میان نواحی پست و جنگل بارانی استوایی با سطوح سنگ آهک عبور می‌کند که با درختان عظیم و رخنمون سنگ آهکی همراه است.

## زیاگان
در سال ۲۰۰۸، شاهزاده آلبرت دوم از موناکو، از پارک ملی گونونگ مولو بازدید به عمل آورد تا سیستم دوربین جدید را به عنوان بخشی از برنامه رصد نمودن خفاش نصب کند که در نزدیکی ورودی غار حضور دارند. این سیستم که تحت عنوان بت کم معروف است، فناوری نظارتی است این امکان را در اختیار بازدیدکنندگان و دانشمندان قرار می‌دهد تا تعداد ۳ میلیون خفاش (بیش از ۳۰ گونه) را در دیدرس خود داشته باشند که در غار زندگی می‌کنند، بدون اینکه بر زیستگاه یا عادات زندگی آنها تأثیر بگذارند وفق اینکه ابزار ارزشمندی را برای مطالعه زیاگان غار در دسترس قرار می‌دهد.